# Вигеланд, Густав
Адо́льф Гу́став Ви́геланд (Вигеланн; норв. Adolf Gustav Vigeland (настоящая фамилия Торсен, норв. Thorsen); 11 апреля 1869[…], Halse, Агдер — 12 марта 1943[…], Осло) — норвежский скульптор, создатель Парка скульптур Вигеланда в Осло. Один из наиболее продуктивных скульпторов Норвегии.

## Становление
Густав родился на ферме Вигеланд в Мандале, маленьком прибрежном городке на юге Норвегии, в семье ремесленников и крестьян. В юности он был отправлен в Осло, где обучался грамоте и резке по дереву в местной школе. Но после внезапной смерти отца Густав был вынужден вернуться обратно в Мандал, чтобы помогать семье.
Вигеланд вновь приехал в Осло в 1888 году с твёрдым намерением стать профессиональным скульптором. Большую поддержку и практическую помощь ему оказал скульптор Брийнульф Бергслин. В следующем году Вигеланд выставил свою первую работу «Агарь и Измаил».
С 1891 по 1896 годы Вигеланд путешествовал по Европе, посетив Копенгаген, Париж, Берлин и Флоренцию. Во французской столице он часто посещал мастерскую Родена, а в Италии экспериментировал с древними и относящимися к эпохе Возрождения художественными работами. В эти годы в его произведениях впервые появились темы, которые позже стали доминировать в его творчестве: смерть и отношения между мужчиной и женщиной. Первые выставки работ Вигеланда состоялись в Норвегии в 1894—1896 годах и получили положительные отзывы критиков.

## Первые значительные работы

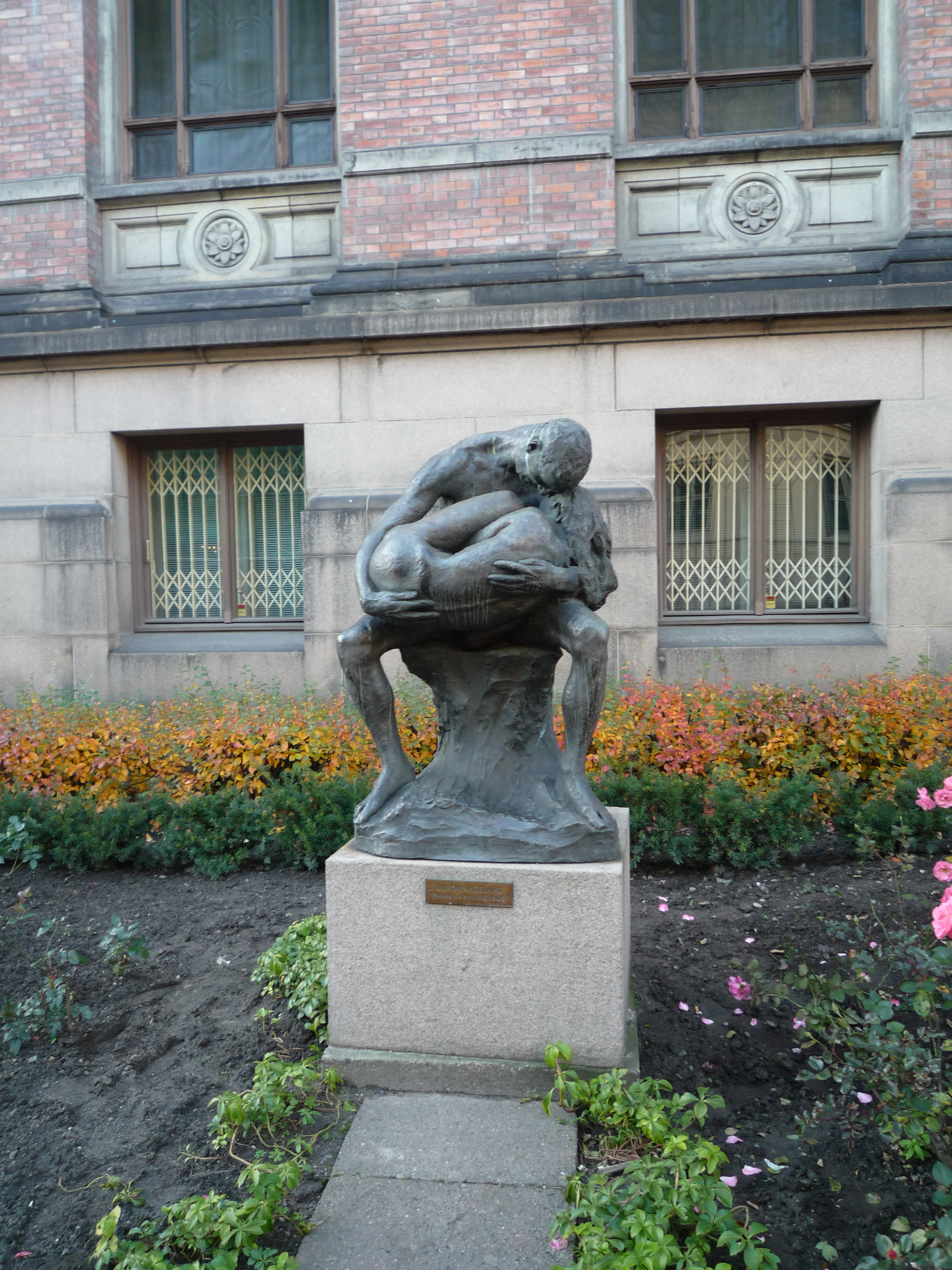
Одна из работ Густава Вигеланда в Осло

До 1902 года Вигеланд был занят восстановлением Собора Нидарос в Тронхейме. Соприкосновение со средневековым искусством оказало воздействие на Вигеланда и стало частой темой в его работах. Например, образ дракона представлялся как символ греха, но также и как сила природы, борющаяся против человека.
Вернувшись в Осло, он получил от городских властей заброшенную студию, в которой смог продолжить работать. В 1905 году, после того как Норвегия получила независимость, Вигеланд был признан самым талантливым норвежским скульптором и стал получать высокие гонорары за изготовление статуй и бюстов, прославлявших его известных соотечественников, таких как Генрик Ибсен и Нильс Хенрик Абель.
В 1906 году Вигеланд предложил меловую модель для сооружения фонтана, который коммуна Осло первоначально планировала разместить на площади перед зданием Национального парламента. Но из-за возникших разногласий по поводу местоположения фонтана окончание работы было отложено. Тем временем Вигеланд изменил первоначальный проект фонтана — увеличил его размеры, добавив в композицию несколько скульптурных групп, а в 1919 году — ещё и высокую гранитную колонну.

## Парк скульптур Вигеланда
В 1921 году городские власти Осло решили снести дом, где Вигеланд жил, чтобы возвести городскую библиотеку. После продолжительной тяжбы Вигеланд получил от городских властей новое здание в обмен на все свои последующие работы, включая скульптуры, рисунки, гравюры и модели. В 1924 году Вигеланд переехал в новую студию в районе Киркевеин. Студия была расположена в окрестностях парка Фрогнер, который Вигеланд впоследствии выбрал в качестве оптимального места для спроектированного фонтана. Последующие 20 лет Вигеланд осуществлял проект открытой выставки его художественных работ, который позже превратился во всемирно известный «Парк скульптур Вигеланда». Вигеланд жил и работал в Киркевеин до самой смерти в 1943 г. Его прах до настоящего времени хранится здесь в здании колокольни, а здание студии стало музеем Вигеланда, где представлены различные работы художника, наряду с гипсовыми моделями скульптур парка Вигеланда.